# Consularis
Consularis est un adjectif qui en latin se réfère au Consul. Dans la Rome antique le terme est appliqué aux sénateurs ayant le rang de consul. Dans l'antiquité tardive le terme a été donné aux gouverneurs des provinces romaines.